# Willy Bolio Emina
 Willy Bolio Emina Mpa Rewil  (né à Yakusu le 22 janvier en 1969) est un homme politique de la République démocratique du Congo et député national, élu de la circonscription de Bolobo dans la province de la Mai-Ndombe,,,.

## Biographie
Willy Bolio Emina est né à Bolobo le 22 janvier 1969,  élu député national dans la circonscription électorale de Bolobo dans la province de Mai-Ndombe, il est membre de regroupement politique PPPD , auparavant Vice-ministre de l'urbanisme et habitat sous le gouvernement TSHIBALA.
1e Vice président de l'association nationale de parents d'élèves et étudiants du Congo (ANAPECO).